# Svarttjärnen (Söderbärke socken, Dalarna, 667155-149423)
Svarttjärnen är en sjö i Smedjebackens kommun i Dalarna och ingår i Norrströms huvudavrinningsområde.